# Književnost u 1865.
◄◄ | ◄ | 1862. | 1863. | 1864. | 1865.  | 1866. | 1867. | 1868. | ► | ►►
Arhitektura • Astronomija • Biologija • Fotografija • Glazba • Kazalište • Kemija • Kiparstvo • Knjige • Književnost • Kršćanstvo • Meteorologija • Medicina • Planinarstvo • Politika • Pravo • Promet • Slikarstvo • Šport • Znanost • Željeznički promet
Književnost u 1865.

## Svijet

### Književna djela
- Alisa u zemlji čudesa Lewisa Carrolla

### Rođenja
- 30. prosinca – Rudyard Kipling, engleski književnik († 1936.)

## Hrvatska i u Hrvata

### Književna djela
- Ljubica Augusta Šenoe

### Rođenja
- 17. veljače – Silvije Strahimir Kranjčević, hrvatski pjesnik (* 1908.)

## Vanjske poveznice
|  | Zajednički poslužitelj ima još gradiva o temi Književnost u 1865. |